# Samoduť latnatá

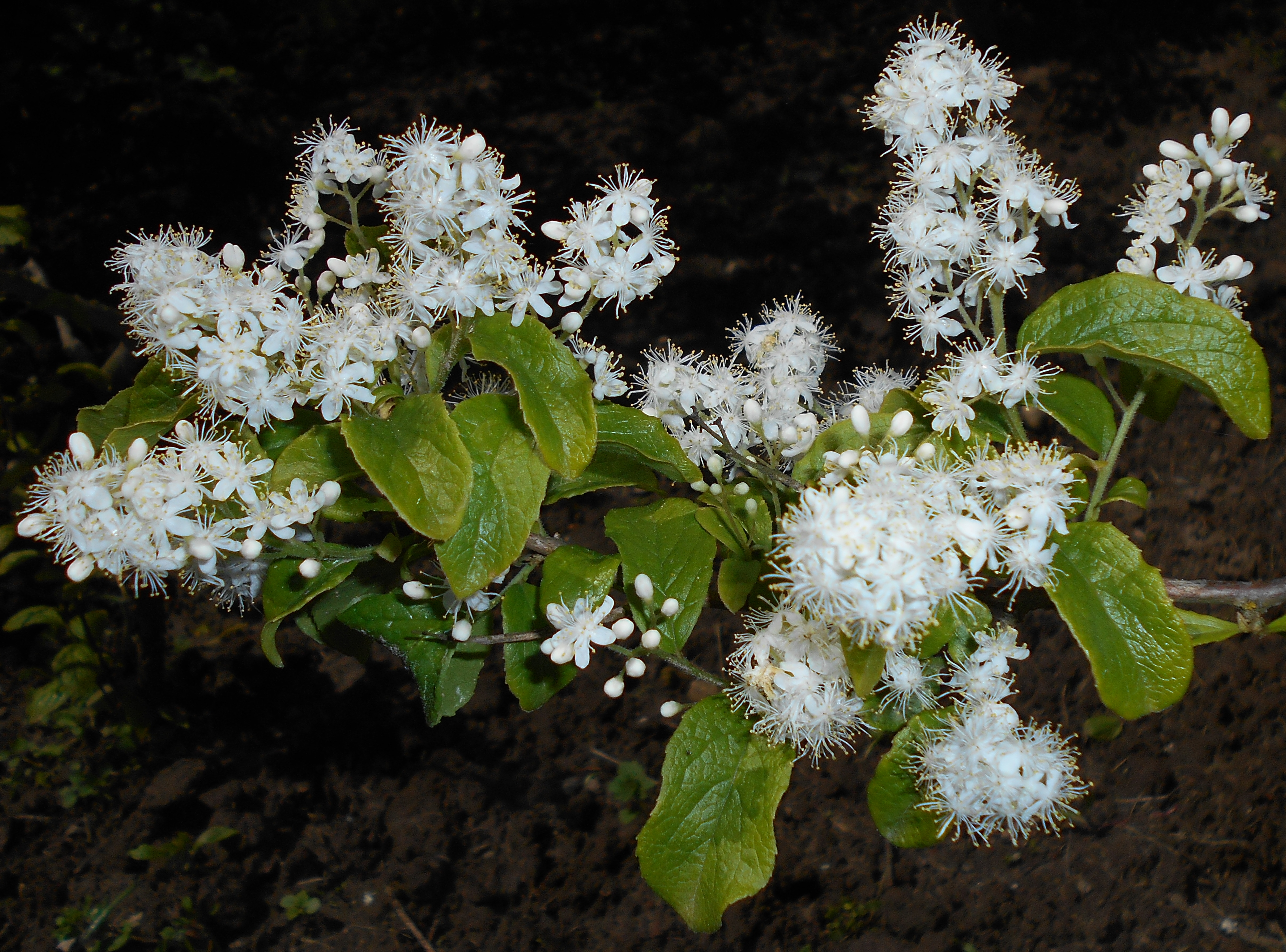
Květenství s rozkvetlými plody

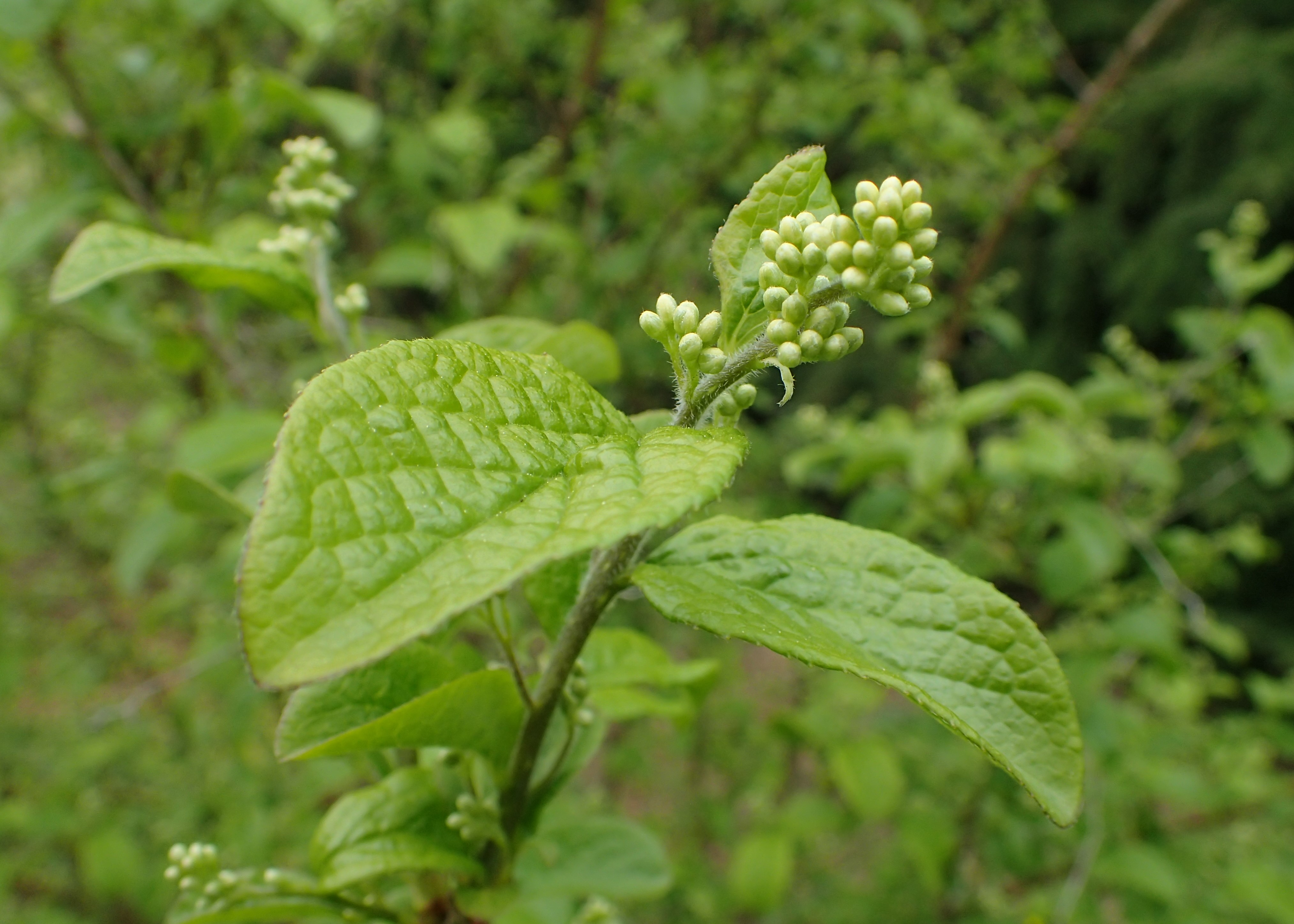
Listy a nerozvitá květenství

Samoduť latnatá (Symplocos paniculata) je listnatá, opadavá, nevysoká dřevina pocházející z subtropické až tropické východní a jihovýchodní Asie. Je vysazována jako okrasná rostlina, která má sice drobné květy, ale je ozdobná mnoha výrazně zbarvenými, zářivě tyrkysově modrými plody.

## Rozšíření
Je jedním z asi 318 druhů rodu samoduť a je rozšířena ve východní Asií v Japonsku a na Tchaj-wanu, téměř po celé Číně, na indickém subkontinentu v Bangladéši a Nepálu a v Indočíně v Myanmaru a ve Vietnamu. Byla zavlečena i na severovýchod Spojených států amerických, kde se pěstuje v zahradách, odkud pronikla i do volné přírody.
Je doloženo, že i přes předpokládané nároky na teplé podnebí plynoucí z místa původu snese i středoevropské klima České republiky. Již od roku 1910 roste v Průhonickém parku.

## Ekologie
Roste nejlépe na plném slunci až v krátkodobém polostínu a není náročná na určitý typ půdy. Nejvíce jí vyhovuje dobře propustná a spíše vlhčí s kyselou či neutrální reakcí. Špatně snáší déletrvající sucho i zamokřené stanoviště. Vyskytuje se v řídkých smíšených lesích, po jejich okrajích nebo na travnatých svazích v nevysokých křovinách v nadmořské výšce 800 až 2500 m n. m.
Rostlina je oboupohlavná, ale cizosprašná, takže pro tvorbu plodů je nutno pěstovat nejméně dva jedince patřící k různým klonům, jinak se vyvinou plody jen ojediněle. Květy se otvírají na jaře, semena dozrávají koncem léta a vydrží na rostlině do zimy, pokud je neoberou ptáci. V mládí lze řezem rostlinu usměrnit do tvaru keře s více stonky nebo vypěstovat nízko se větvící stromek s jedním kmínkem. Pro pěkné vybarvení plodů je potřebné teplé léto, brzký nástup mrazů je poškozuje. Rodové jméno Symplocos pochází z řeckého výrazu pro sjednocené tyčinky v květech a druhové jméno paniculata je odvozeno od květenství laty. Ploidie druhu je 2n = 22.

## Popis
Dřevina vyrůstá ve tvaru listnatého, na zimu opadavého keře nebo stromu, který může být ve své domovině vysoký až 8 m, v Evropě obvykle bývá jen 3 m. Kůra staršího jedince je široce rozpraskaná, nahoře je šedá a v prasklinách černá. Mladé větvičky jsou šedé nebo hnědé, někdy slabě nafialovělé, v mládí bývají jemně pýřité. Listy s řapíky vyrůstají střídavě, jsou jednoduché, poměrně membranózní, dlouhé 4 až 10 cm a široké 2 až 6 cm. Čepele mají nejčastěji obvejčité, na bázi široce klínovité, na vrcholu někdy protažené do špičky a po obvodě pilovité. Svrchu jsou svěže zelené, lysé a slabě svraskané, zespodu jemně chlupaté, s jednou výraznou podélnou žilkou a se čtyřmi až deseti páry žilek postranních. Před opadem se listy barví žlutě či žlutohnědě, někdy i vínově červeně.
Květy jsou sametově bílé, vonné, velké okolo 1 cm a vyrůstají po čtyřech až dvaceti v koncových latách dlouhých 2 až 10 cm na větvičkách z předešlého roku. Mají brzy opadavé listeny a po dvou drobných listencích na stopkách. Květy jsou oboupohlavné, vytrvalý kalich má pět lysých nebo řídce chlupatých laloků velkých asi 1 mm, koruna má bílé laloky velké asi 4 mm. V květu je 25 až 60 drobných tyčinek sblížených do pěti skupinek a přirostlých k bázím korunních lístků, jediná čnělka je dlouhá asi 3 mm. Semeník je obvejčitý, se dvěma oddíly se čtyřmi vajíčky v každém z nich. Květy mají dostatek nektaru pro opylovače.
Plody jsou peckovice velké 3 až 8 mm, elipsoidního tvaru, barvy ultramarínové či safírově modré. Na vrcholu mají zbytek po vytrvalém kalichu. Obsahují jedinou drobnou pecku a jsou jedlé.

## Rozmnožování
Může se množit pohlavně i vegetativně. semena se vysévají do studeného skleníku na konci zimy, klíčení trvá i přes dvanáct měsíců. Semenáče se na trvalé stanoviště přesazují až následujícího roku. Rostliny lze množit i vegetativně, kdy se začátkem léta vysazují asi 10 cm dlouhé řízky s patkou starého dřeva, kořínky se obvykle vytvoří asi po měsíci. V přírodě se většinou rozšiřují ze semen rozptylovaných ptáky.

## Význam
Nejčastěji se pěstuje jako okrasná rostlina, v některých oblastech je považována i za léčivou. Kůra obsahuje stahující látky a její výluh se používá jako kloktadlo, při střevních potížích i očních zánětech. Z kůry a listí se získává červenožluté barvivo k obarvení látek. Plody se využívají na výrobu rosolu.